# Linycus rufipes
Linycus rufipes là một loài tò vò trong họ Ichneumonidae.